# Minerva Motors
Minerva fue un destacado fabricante belga de automóviles de lujo, operativo desde 1902 hasta 1938. La compañía se cerró en 1956. Como muchos otros fabricantes del mismo periodo, comenzó fabricando bicicletas, lo que le permitió introducirse en el mercado de las motocicletas, y poco más adelante especializarse en vehículos de alta gama.

## Historia
La empresa tiene sus orígenes en 1883, cuando un joven holandés, Sylvain de Jong (1868–1928), estableció un taller mecánico en Amberes, Bélgica.

### Bicicletas y motocicletas

Un hombre con una bicicleta motorizada Minerva en Australia, a comienzos del (foto tomada por Alice Manfield)

Minerva comenzó a fabricar bicicletas en 1897, antes de saltar en 1900 al negocio de producir automóviles ligeros y bicicletas motorizadas, precursoras de las motocicletas.
Producían motores ligeros ajustables, que se montaban sobre el tubo inferior del marco tanto de las bicicletas Minerva como de otras marcas. Este motor, con transmisión por correa hacía girar un gran aro unido al lado de la rueda trasera opuesto a la cadena. Hacia 1901, el motor complementario consistía en un propulsor de 211 cc que desarrollaba 1.5 hp a 1500 rpm, podía circular cómodamente a 30 km/h, era capaz de alcanzar una velocidad máxima de 50 km/h, y su consumo de combustible estaba en el rango de los 3 litros cada 100 km. Estos motores se exportaron a países como Reino Unido, Francia, Alemania, Países Bajos, Australia y otros territorios británicos de aquella época.
A medida que aumentaba la potencia del motor, las roturas del cuadro se volvieron cada vez más comunes, y para 1903 Minerva había desarrollado un nuevo bastidor para sus moto-bicicletas, con el motor montado por encima del eje del pedalier, y al mismo tiempo también ofrecía el motor separado. A partir de 1904, Minerva comenzó a centrarse más en la producción de automóviles, y aunque el desarrollo y la producción de las bicicletas y motocicletas continuó hasta aproximadamente 1909, se convirtieron cada vez más en una parte de menor importante en la empresa.
Los motores Minerva exportados al Reino Unido impulsaron la primera motocicleta Triumph.
La producción de motocicletas continuaría hasta 1909 o 1914, y durante este período, Minerva se convirtió en uno de los nombres más importantes del mundo en motocicletas y motores de motocicletas. La compañía Chater-Lea también produjo motores Minerva en el Reino Unido.)

### Automóviles

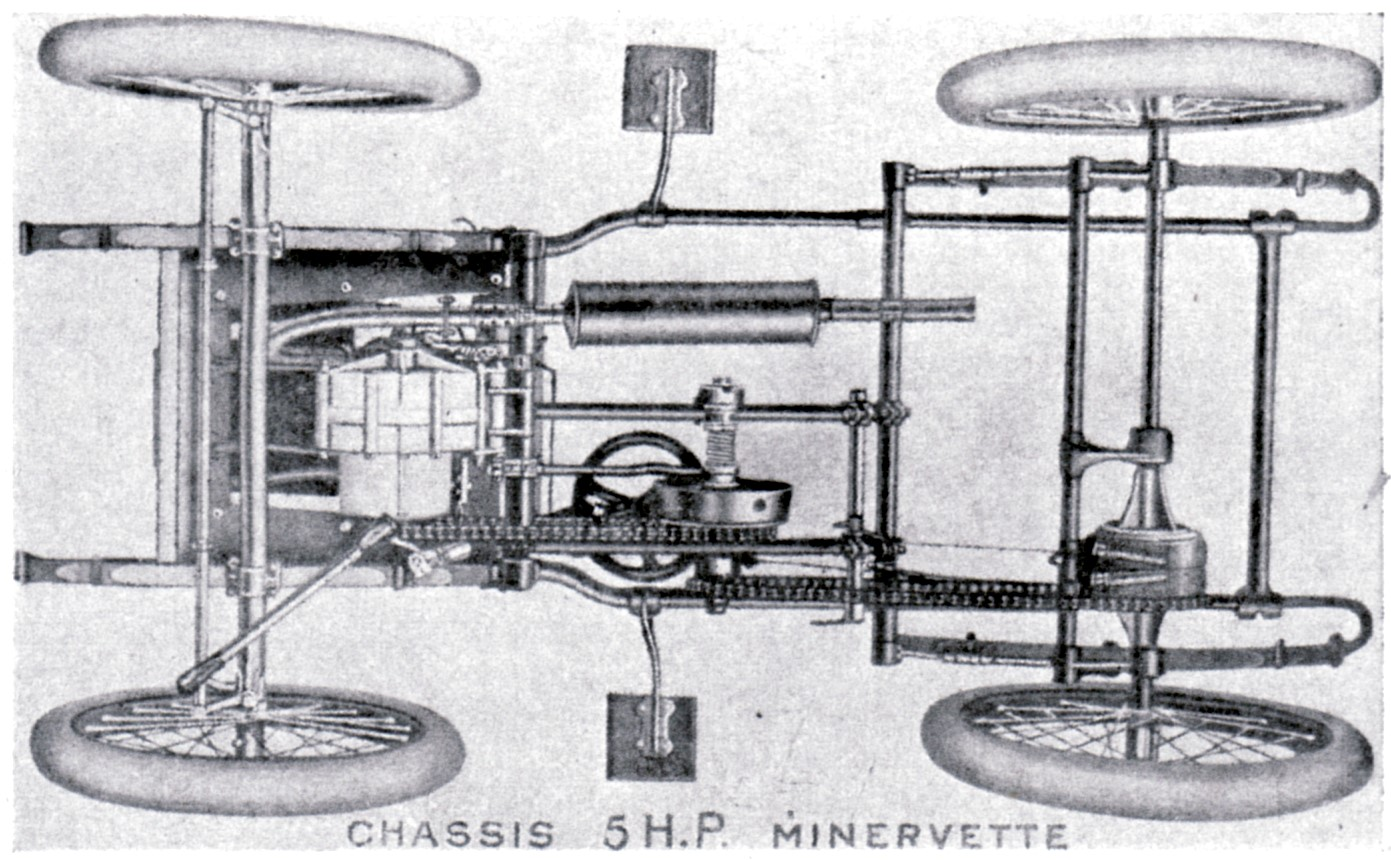
Chasis del Minervette (1906)

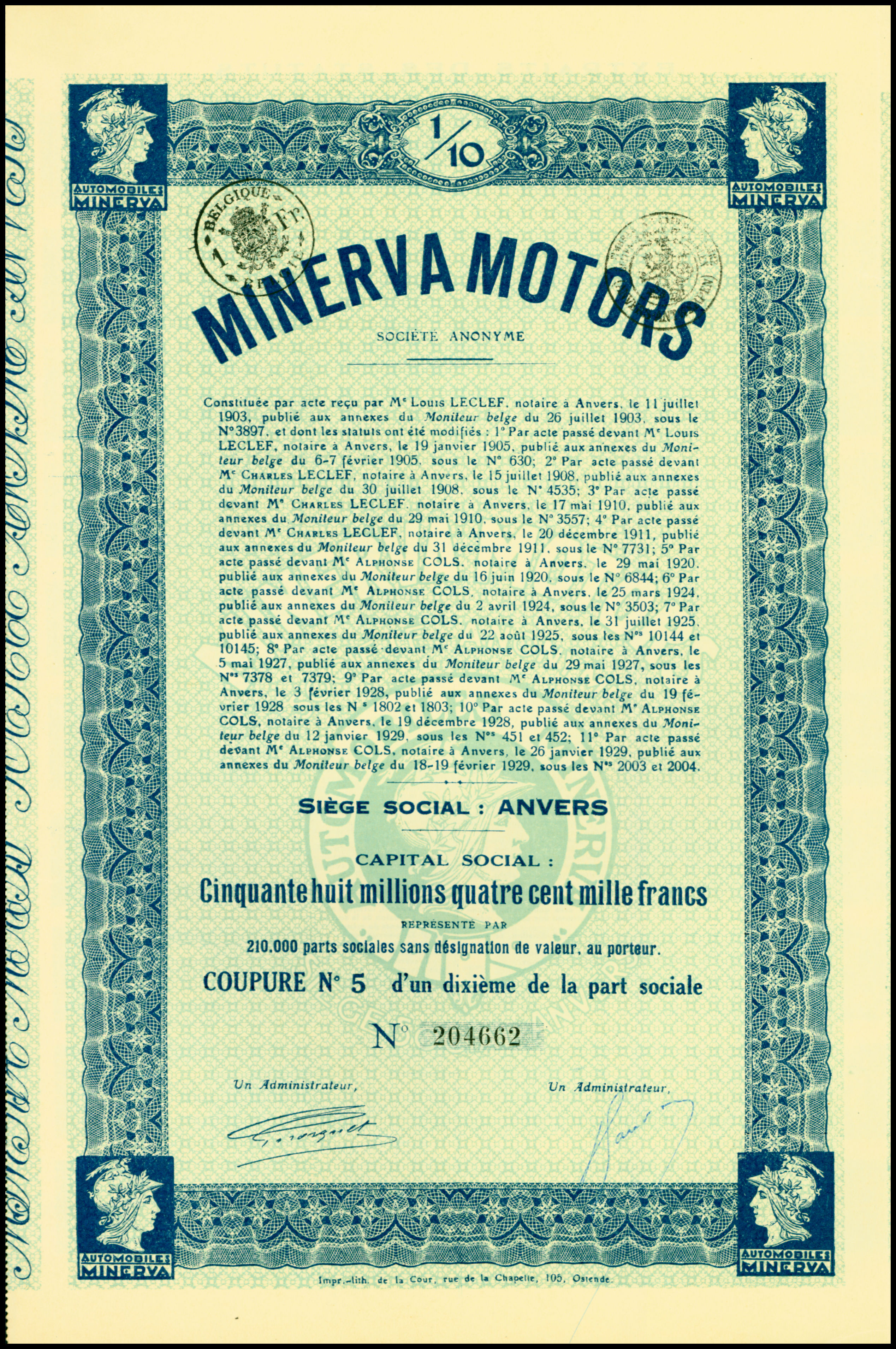
Participación de la Minerva Motors S.A., datada en 1929

En 1902, De Jong añadió los automóviles a su producción, con un modelo de cuatro cilindros de 6 hp. En 1903 fundó la Société Anonyme Minerva Motors en Berchem (Amberes). La producción seriada de automóviles comenzó en 1904, con una gama de modelos con motores de dos, tres y cuatro cilindros con transmisión por cadena y chasis de madera revestidos de metal, además del autociclo Minervette. El modelo Kaiserpreis de 8 litros ganó la carrera del Circuito de las Ardenas belga en 1907.

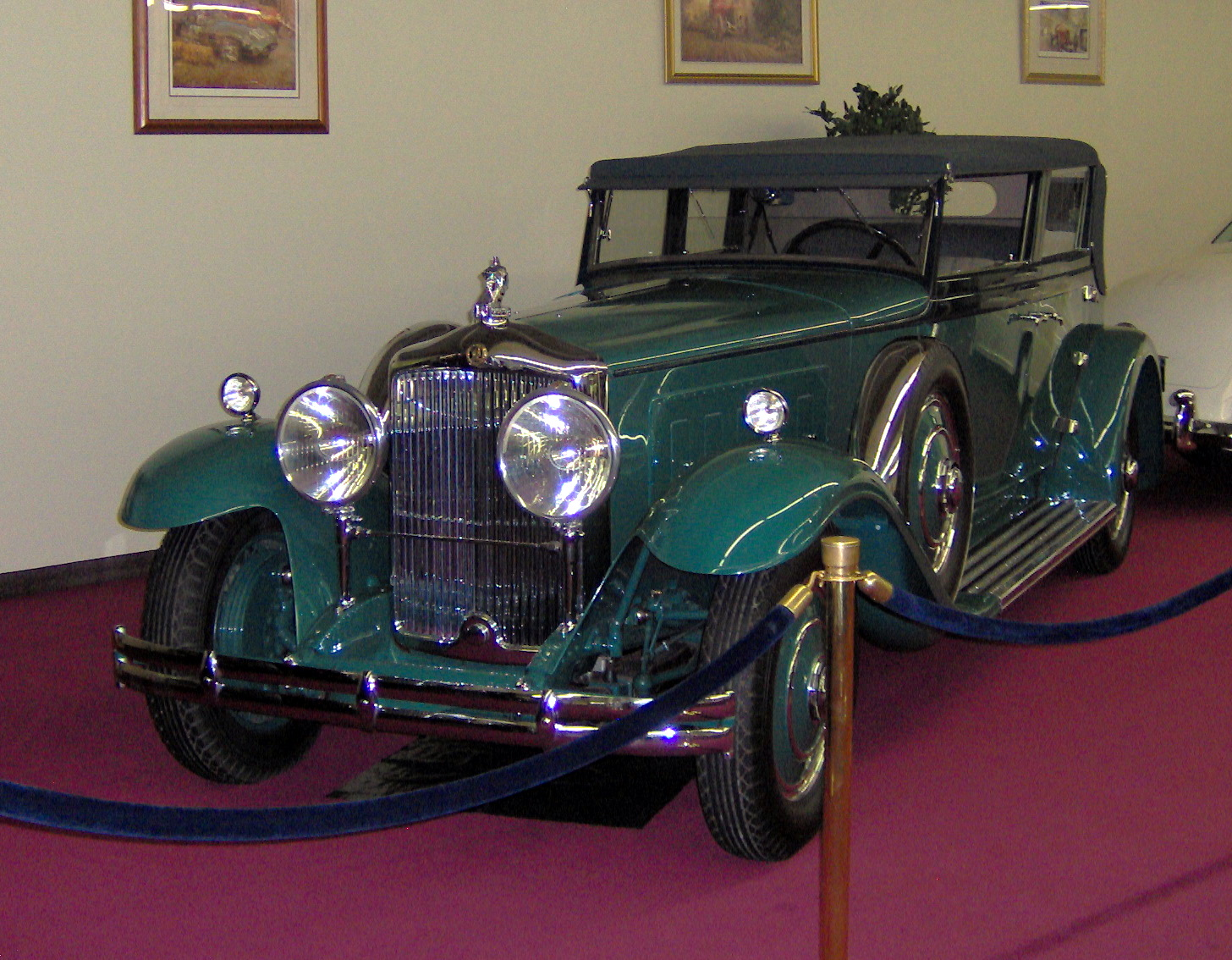
Minerva 8 AL Rollston Convertible Sedán de 1931

Charles S Rolls (futuro cofundador de Rolls-Royce) era un distribuidor de Minerva en Inglaterra que vendía el modelo de 14 hp y 2.9 litros. El mercado más importante para el fabricante siguió siendo Inglaterra (donde, a 105 libras, el pequeño monocilíndrico Minervette de 636 cc era el automóvil más barato del mercado), seguido por los Países Bajos y Francia.
En 1908, Minerva obtuvo una licencia para todo el mundo para fabricar el motor Knight, desarrollado por Charles Yale Knight en los Estados Unidos. Este motor utilizaba válvulas de camisa dobles y poseía un funcionamiento muy silencioso. Todos los futuros coches Minerva utilizarían estos motores. Los éxitos deportivos continuaron con los nuevos motores, incluidas las pruebas Austria Alpine y de Suecia en invierno. Entre los clientes de Minerva figuraban los reyes de Bélgica, Suecia y Noruega, Henry Ford y la artista impresionista Anna Boch.
Durante Primera Guerra Mundial, Sylvain de Jong y sus ingenieros trabajaron en Ámsterdam, donde mantuvieron el desarrollo de sus automóviles. Los automóviles Minerva se utilizaron como coches de asalto contra los alemanes, inicialmente armados con fusiles y ametralladoras ligeras. Inicialmente eran vehículos descubiertos precariamente blindados, que se hicieron cada vez más sofisticados hasta que la guerra de trincheras acabó con su táctica de rápidos golpes de mano.

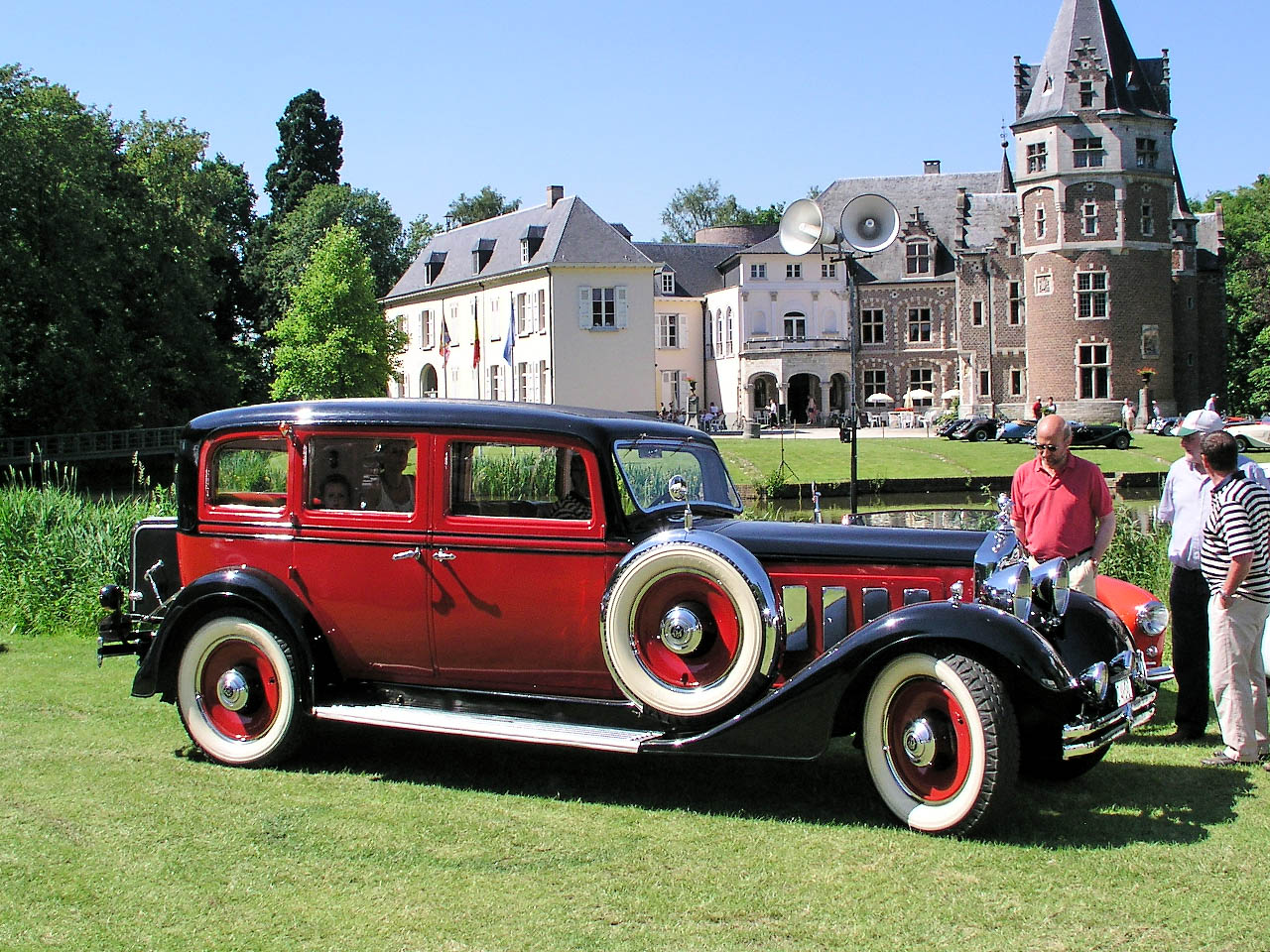
1937 Impéria Minerva AP 22 CV limusina.

Finalizada la guerra, la compañía regresó en 1920 a Bélgica para reiniciar la producción de automóviles de lujo, con los modelos 20CV (con motor de cuatro cilindros y 3.6 litros); y el 30CV de cinco cilindros. El prestigio del fabricante se acrecentó no solo en Europa, sino también en los Estados Unidos, donde las estrellas de cine, políticos e industriales estadounidenses apreciaban sus coches. Minerva producía coches con la misma calidad que Rolls-Royce, pero un poco menos costosos. En 1923, se introdujeron modelos más pequeños: los 2 litros de cuatro cilindros 15CV y los 3.4 litros de seis cilindros 20CV, todos con frenos a las cuatro ruedas de serie.
En 1927, el 30CV fue reemplazado por el AK de 6 litros y también se introdujo un nuevo seis cilindros de dos litros, el '12-14. Los grandes automóviles continuaron siendo una especialidad de Minerva, y en 1930 se introdujo un modelo con ocho cilindros en línea, algo casi obligado por entonces, en dos tamaños: el AL de 6.6 litros y el AP de 4 litros. El último Minerva fue el M4 de 2 litros en 1934, pero no se vendió bien.
Con la crisis financiera en la década de 1930, la compañía se reestructuró como Société Nouvelle Minerva, pero en 1934 se fusionó con el otro fabricante belga importante, Impéria. Se continuó fabricando coches Minerva durante un año, y el modelo AP se mantuvo hasta 1938. Desde 1937, se habían exportado a Inglaterra y a Francia coches y camiones bajo la marca Minerva-Impéria. Justo antes del estallido de la guerra, un grupo de empresarios de Verviers compró Minerva.

### Producción de Land Rover

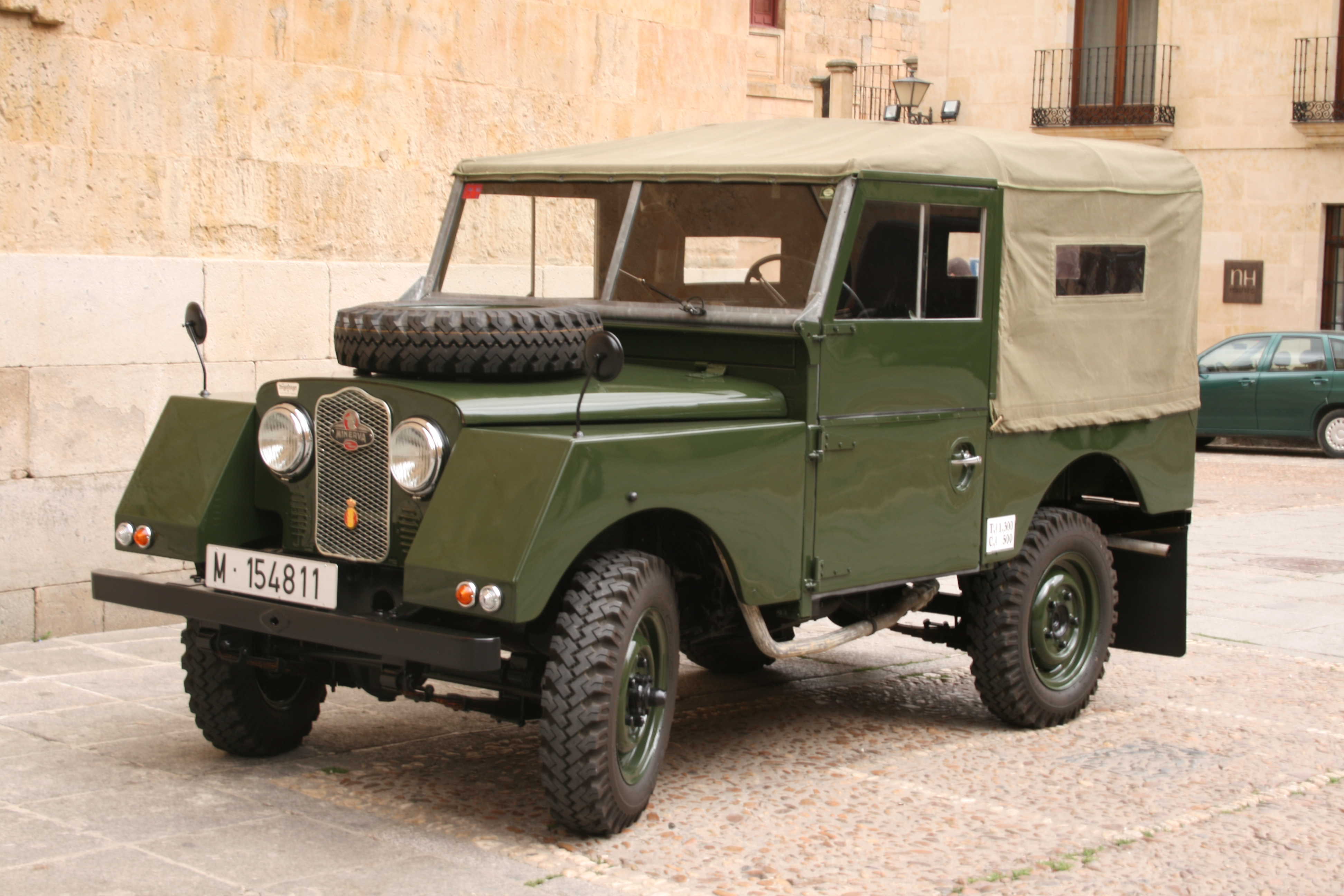
Minerva Land Rover. Nótense las caras frontales inclinadas de los guardabarros delanteros

Después de la Segunda Guerra Mundial, la compañía produjo una versión del Land Rover 80" bajo licencia para el Ejército belga hasta 1954. El modelo de 80" se conocía como el TT (Tout Terrain). También se construyó un número menor de Land Rover 86" bajo licencia desde fines de 1953 a 1956. Estos vehículos tenían carrocería de acero construida en Bélgica, y se vendieron algunas unidades a usuarios particulares de los modelos 80" y 86". También se montaron varios vehículos Land Rover para la Gendarmería belga. Estos vehículos de la policía tenían la carrocería de aluminio más tradicional y la forma del frontal habitual de los vehículos originales Land Rover. Sin embargo, estalló una agria disputa entre Land Rover y la compañía Minerva, que acabó en un pleito ganado por Minerva por incumplimiento de contrato. Esto supuso la sentencia de muerte de la asociación y del acuerdo de licencia. Después de que el acuerdo con Land Rover se cancelara, se hicieron planes para volver a entrar en el mercado automotor, pero estos planes no llegaron más allá de modelos en la etapa de prototipo. La compañía luchó por sobrevivir, y fabricó hasta 1956 el C20, un modelo con motor Continental similar al Land Rover.

### Reaparición del nombre en 2013
En 2013, se presentó un coche conceptual con el nombre de Minerva J.M. Brabazon, que no pasó de la fase de dibujo.

### Lecturas relacionadas
- Ameye, Thomas; Gils, Bieke; Delheye, Pascal (2011). «Daredevils and Early Birds: Belgian Pioneers in Automobile Racing and Aerial Sports During the Belle Epoque». International Journal of the History of Sport (Abingdon, Oxford: Taylor & Francis) 28 (2): 205-239. ISSN 0952-3367. doi:10.1080/09523367.2011.537911  (también publicado en Hassan, David (ed) (2012). The History of Motor Sport: A Case Study Analysis. London, New York: Routledge. ISBN 9780415677882).
- Baumgartner, Hans (1936). Im Auto Durch Balkan Und Orient [In a Car through the Balkans and the Orient] (en alemán). Bern: Emil Flück. OCLC 12657331.
- Boval, Philippe; Valcke, Albert (1998). Minerva Vandaag: Een fotografische zoektocht naar overlevende auto's uit een vervlogen tijdperk [Minerva Today: A photographic search for surviving cars from a bygone era] (en neerlandés). Wervik: Valcke. ISBN 9090121994.
- Boval, Philippe; Valcke, Albert (1999). Les Minerva d'aujourd'hui: Itinéraire photographique de la marque automobile belge d'autrefois [Minerva Today: A photographic exploration of the Belgian former car marque] (en francés). Kortrijk: Groeninghe. ISBN 9080497614.
- Kupélian, Yvette; Kupélian, Jacques (1985). Minerva (en neerlandés). Overijse: Jacques Kupélian. ISBN 2870760035.